# Обыкновенная моевка
Обыкновенная мо́евка, или мо́евка, или черноно́гая мо́евка, или трёхпалая чайка (лат. Rissa tridactyla) — вид птиц из семейства чайковых (Laridae).

## Описание
Чайка средних размеров, приблизительно с сизую чайку, от которой отличается чёрными лапами и отсутствием белых пятен на чёрных концах маховых перьев. Анатомической особенностью моевки является отсутствие заднего пальца (на его месте небольшой бугорок). В осеннем оперении окраска та же, но затылок и зашеек серые, на ушах тёмно-серые пятна обычно полулунной формы. У молодых птиц на голове похожий тёмный рисунок, а также тёмное полукольцо на задней стороне шеи, тёмная полоса в виде угла вдоль всего крыла. На конце хвоста чёрная полоса, которая в центре хвоста шире, чем на краях, поэтому издали хвост может показаться выемчатым, и можно молодых моевок спутать с молодыми вилохвостыми чайками. В отличие от них, у молодых моевок спина светло-серая.

## Питание
Пища моевок состоит в основном из рыбы, а также мелких планктонных рачков и моллюсков, которых они добывают, пикируя из воздуха в воду. В последние десятилетия определённую роль в их пропитании играют и выброшенные рыболовецкими траулерами за борт части улова.

## Распространение
Из всех видов чайковых жизнь моевок больше всего связана с открытым морем, в то время как сушу они посещают только для гнездования. Птица гнездится на скалистых берегах морей Голарктики, как правило, на большой высоте на небольших каменистых выступах — по всему северному приполярью Северной Америки и Евразии (включая всю береговую полосу Дальнего Востока). Осенью многие моевки с европейского и западносибирского Севера улетают к Исландии, Гренландии и Ньюфаундленду.

## Размножение

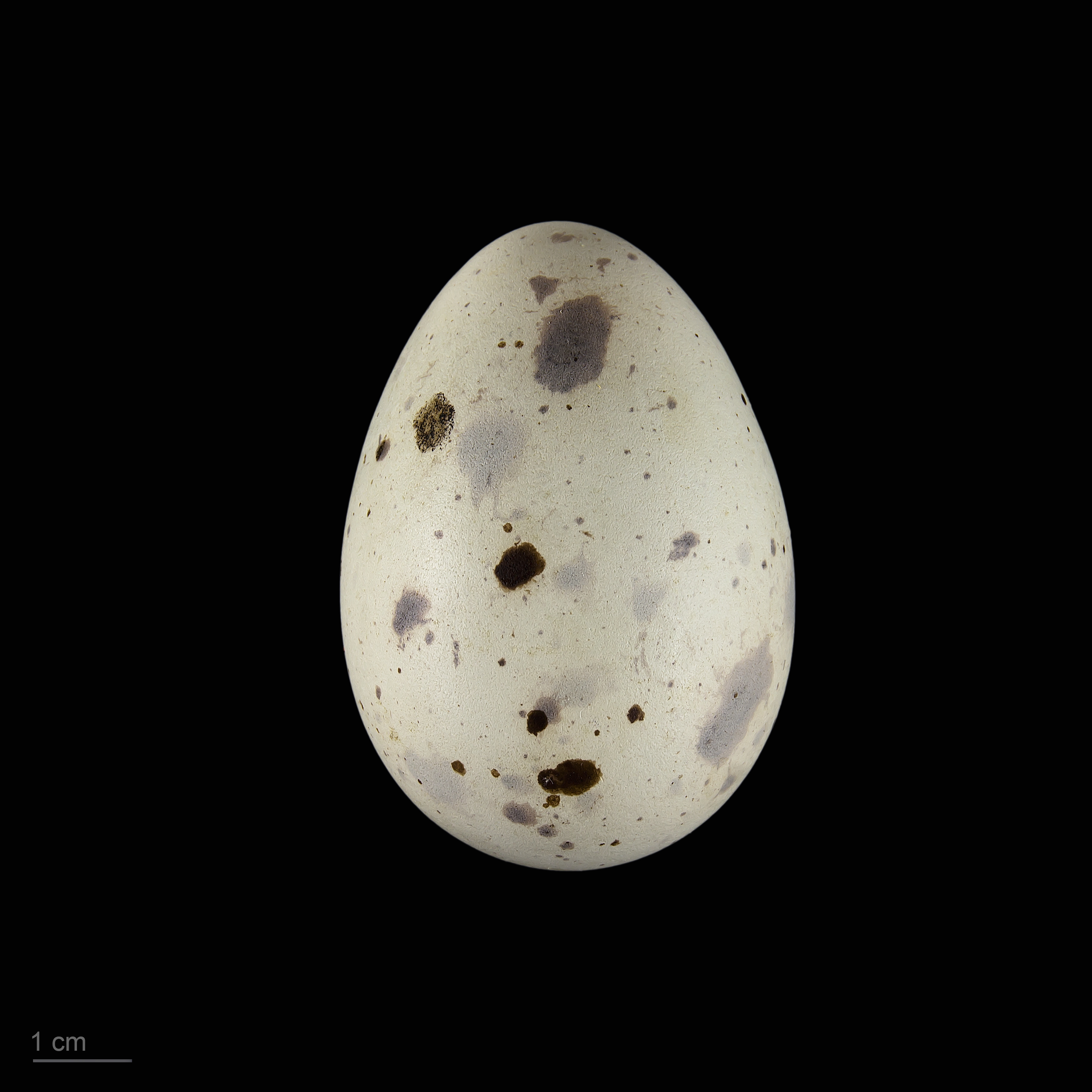
Яйцо обыкновенной моевки (Тулузский музеум)

Моевки приносят на узкий каменный карниз ил или водоросли и утаптывают их, пока не образуется твёрдая, плотно прилипшая к скале площадка. Сюда не добраться наземным хищникам. Гнёзда хорошо заметны благодаря пятнам помёта. Птенцы гнезда не покидают, лежат в нём, а позже стоят на его краю — благодаря светлой окраске и почти полной неподвижности они могут быть приняты летающими хищниками за птичий помёт. Вырвав у брата или сестры корм, птенцы моевок не убегают с ним, как птенцы других выводковых птиц, а только поворачивают голову. Дело в том, что птенцы сверху на шее имеют поперечную полосу — это сигнальный знак, действующий умиротворяюще на взбешённого сородича. Молодые птицы долго её сохраняют.

## Охрана
В Шотландии организованы заказники, в которых обыкновенная моевка включена в список охраняемых видов:
- Остров Носс[6].
- Мыс Самборо-Хед[7].
- Остров Фула[8].